# Vörösöves szúnyogevő
A vörösöves szúnyogevő (Conopophaga aurita) a madarak osztályának verébalakúak (Passeriformes) rendjébe és a szúnyogevőfélék (Conopophagidae) családjába tartozó faj.

## Rendszerezése
A fajt Johann Friedrich Gmelin német természettudós írta le 1789-ben, először a rigófélék (Turdidae) közé, a Turdus nembe Turdus auritus néven.

## Alfajai
- Conopophaga aurita aurita (Gmelin, 1789)
- Conopophaga aurita australis Todd, 1927
- Conopophaga aurita inexpectata Zimmer, 1931
- Conopophaga aurita occidentalis Chubb, 1918
- Conopophaga aurita pallida E. Snethlage, 1914
- Conopophaga aurita snethlageae Berlepsch, 1912[2]

## Előfordulása
Dél-Amerikában, Brazília, Kolumbia, Ecuador, Francia Guyana, Guyana, Peru és Suriname területén honos. Természetes élőhelyei a szubtrópusi és trópusi síkvidéki esőerdők. Állandó, nem vonuló faj.

## Megjelenése
Testhossza 13 centiméter, testtömege 21-26 gramm. Feje teteje vörös, arcrésze fekete, szemsávja fehér, nyaka és melle vörös, a hasa fehér. Háta és szárnyai barnák.
|  |

## Életmódja
Kisebb ízeltlábúakkal táplálkozik, melyeket a talaj közelében keresgél.

## Természetvédelmi helyzete
Az elterjedési területe rendkívül nagy, egyedszáma viszont csökken, de még nem éri el a kritikus szintet. A Természetvédelmi Világszövetség Vörös listáján nem fenyegetett fajként szerepel.